# Boca do Monte (districte de Santa Maria)
Boca do Monte és un dels deu districtes en què es divideix la ciutat de Santa Maria, a l'estat brasiler de Rio Grande do Sul. Limita amb els districtes Santo Antão, São Valentim i Sede, i, amb els municipis de São Martinho da Serra, São Pedro do Sul i Dilermando de Aguiar.'

## Barris
El districte es divideix en les següents barris:
1. Boca do Monte